# Hogansville
Hogansville és una població dels Estats Units a l'estat de Geòrgia. Segons el cens del 2000 tenia 2.774 habitants.

## Demografia
Segons el cens del 2000, Hogansville tenia 2.774 habitants, 1.099 habitatges, i 727 famílies. La densitat de població era de 161,3 habitants/km².
Dels 1.099 habitatges en un 29,7% hi vivien nens de menys de 18 anys, en un 39,2% hi vivien parelles casades, en un 22,6% dones solteres, i en un 33,8% no eren unitats familiars. En el 31,4% dels habitatges hi vivien persones soles el 16,7% de les quals corresponia a persones de 65 anys o més que vivien soles. El nombre mitjà de persones vivint en cada habitatge era de 2,49 i el nombre mitjà de persones que vivien en cada família era de 3,11.
Per edats la població es repartia de la següent manera: un 27,9% tenia menys de 18 anys, un 8,4% entre 18 i 24, un 25,3% entre 25 i 44, un 22,1% de 45 a 60 i un 16,3% 65 anys o més.
L'edat mediana era de 37 anys. Per cada 100 dones de 18 o més anys hi havia 77,7 homes.
La renda mediana per habitatge era de 27.976 $ i la renda mediana per família de 32.979 $. Els homes tenien una renda mediana de 27.028 $ mentre que les dones 18.889 $. La renda per capita de la població era de 12.592 $. Entorn del 10,2% de les famílies i el 12,6% de la població estaven per davall del llindar de pobresa.

## Poblacions més properes
El següent diagrama mostra les poblacions més properes.